# گزا چاپو
گِزا چاپو (مجاری: Csapó Géza؛ زادهٔ ۲۹ دسامبر ۱۹۵۰) قایقران کایاک، و مربی (ورزش) اهل مجارستان است.